# 가야문화축제
가야문화축제(伽倻文化祝祭)는 김해시에서 가장 큰 규모로 거행되는 가야 문화 행사로서 1962년부터 매년 3~4월 중에 개최되고 있다. 대성동 일대를 주 개최지로 하며 2016년 현재 제 40회를 맞았다.

## 역사

### 유래
1962년 김해문화회 주최로 처음 열렸으며, 초기에는 10월~11월 즈음에 개최하였으나 8회부터 4~5월경으로 변경하였다. 이는 매년 음력 3월 14일, 즉 수로왕의 제례일에 맞추고자 한 것이다. 2007년까지 2회를 성황리에 마친 가야세계문화축전과 합쳐지면서 가야문화축제로 명칭이 바뀌었다.

### 장소의 구성
- 대성동 특설무대 - 금관가야 김해의 상징 거북을 형상화한 특설무대를 만들어 신화와 역사의 상징적인 무대에서 다문화적 공연물을 관람하고 체험하는 공간이다.
- 다문화 거리(종각 ~ 대성동 박물관) - 다문화 장터 및 다문화 아트마켓을 조성하여 다양한 거리공연과 볼거리를 조성, 국제 문화 네트워크를 연계하여 서로 다른 문화끼리 만나 어울리는 장으로 구성하였다.
- 수릉원 - 실버세대, 청소년, 가족 단위 관람객이 즐길 수 있는 시민 어울림 공간. 가야차 시음마당, 물레방아 포토 존 등이 설치된다.
- 해반천 가야의 거리 - 가야 문화체험 존 - 복식 유물 상설 전시, 가야 뱃길여행, 생태 체험학습 등 다양한 가야문화 체험공간이다.
- 봉황동 유적지 - 가야역사와 전통을 테마로 한 공연물과 전국가야음식경연대회 등이 개최된다.

## 같이 보기
- 김해시